# Société créée de fait
Cet article concerne la société créée de fait. Pour la société de fait, voir Société de fait.
En droit français, une société créée de fait (SCDF) est une forme juridique de société qui se distingue de la société de droit. Elle n'est pas une personne morale et n'est pas soumise à publicité.

## Définition légale

### Nature juridique
La société créée de fait est régie par le chapitre III du Code civil intitulé « De la société en participation ». En effet, l'article 1873 du Code civil précise que : « Les dispositions du présent chapitre sont applicables aux sociétés créées de fait ».

### Nature civile ou commerciale
L'article 1871-1 du Code civil précise : « A moins qu'une organisation différente n'ait été prévue, les rapports entre associés sont régis, en tant que de raison, soit par les dispositions applicables aux sociétés civiles, si la société a un caractère civil, soit, si elle a un caractère commercial, par celles applicables aux sociétés en nom collectif ».
Ainsi, il faudra établir le caractère commercial ou civil de la société créée de fait pour connaître le régime juridique applicable.

### Définition
La société créée de fait désigne la situation dans laquelle : « Deux ou plusieurs personnes se sont comportées en fait comme des associés, sans avoir exprimé la volonté de former une société ».
Elle constitue donc une entorse au formalisme souvent imposé en matière de droit des sociétés.   

### Nature et régime juridiques
L'existence d'une société créée de fait, comme toute autre société, exige que soient réunies les conditions posées par l'article 1832 du Code civil.  Elle n'existe, en conséquence, que si deux ou plusieurs personnes établissent qu'elles ont eu l'intention de s'associer en vue d'une entreprise commune en y faisant des apports et en convenant que chacune d'elles participera aux bénéfices et contribuera aux pertes de l'exploitation.  
La première chambre civile de la Cour de cassation le 16 juillet 1997 a considéré possible qu'une simple "influence" exercée par une personne pour faciliter une activité pouvait constituer un apport en industrie et ce dans le cadre d'une demande en liquidation d'une société créée de fait.
Ainsi, la société créée de fait est une situation dans laquelle des personnes agissent comme si elles étaient associées sans en avoir pleinement conscience et sans en avoir convenu dans un acte solennel. Les sociétés créées de fait sont courantes dans les situations familiales.
La qualification de société créée de fait est établie par le juge, soit à la demande d'un tiers (par exemple un créancier), soit par un des "associés", notamment dans le cadre d'une séparation (par exemple les concubins n'étant pas mariés n'ont aucune reconnaissance juridique)

#### Affectio societatis
Afin que le juge requalifie le comportement de ces personnes en société créée de fait, il doit constater le respect des conditions de l'article 1832 : pluralité des associés, apport de chacun des associés, participation aux résultats sociaux, affectio societatis.
La doctrine est unanime relativement à la question de l’affectio societatis qui représente une collaboration effective à l’exploitation d'un fonds, dans un intérêt commun et sur un pied d’égalité avec son associé, pour participer aux bénéfices comme aux pertes.
Les tribunaux se montrent particulièrement exigeants en ce qui concerne la preuve de l'affectio societatis. Dans les rapports entre concubins, en particulier, il ne saurait être déduit d'une cohabitation, même prolongée.

#### Les apports
Les apports effectués par les associés de fait à la société créée de fait peuvent être en industrie, en nature ou en numéraire. Ils demeurent, cependant, la propriété des associés. L'apport en industrie est l'apport d'une activité professionnelle (connaissance technique, expérience, savoir-faire).

#### Participation aux pertes et aux bénéfices
L'expression "bénéfices", s'entend d'un gain pécuniaire ou d'un gain matériel qui ajouterait à la fortune des associés.

## Exemple
L'exemple-type de société créée de fait est celle que des concubins peuvent décider de créer entre eux. L'existence d'une société de fait entre concubins, qui exige la réunion des éléments caractérisant tout contrat de société, nécessite l'existence d'apports, l'intention de collaborer sur un pied d'égalité à la réalisation d'un projet commun et l'intention de participer aux bénéfices ou aux économies ainsi qu'aux pertes éventuelles. Ces éléments cumulatifs doivent être établis séparément et ne peuvent se déduire les uns des autres.

## Limites
Les droits et les pouvoirs d'une société créée de fait sont limités par rapport à une société de droit.
Par exemple :
1. La société créée de fait ne peut pas participer à la vie juridique, acquérir, vendre, emprunter, engager du personnel ni faire valoir ses droits en justice.
2. Les associés qui se sont présentés à des tiers au nom de la société sont obligés à l'exécution des engagements qu'ils ont souscrits.